# Peter Mosskin
Peter Mosskin est un auteur suédois né le 6 mars 1945 à Stockholm.